# Сен-Жан-де-Мюзоль
Сен-Жан-де-Мюзо́ль (фр. Saint-Jean-de-Muzols, окс. Sant Jean de Muzols) — коммуна во Франции, находится в регионе Рона — Альпы. Департамент коммуны — Ардеш. Входит в состав кантона Турнон-сюр-Рон. Округ коммуны — Турнон-сюр-Рон.
Код INSEE коммуны — 07245.
Коммуна расположена приблизительно в 460 км к юго-востоку от Парижа, в 80 км южнее Лиона, в 45 км к северо-востоку от Прива.

## Население
Население коммуны на 2008 год составляло 2452 человека.
| 1962 | 1968 | 1975 | 1982 | 1990 | 1999 | 2008 |
| ---- | ---- | ---- | ---- | ---- | ---- | ---- |
| 1056 | 1263 | 1532 | 1955 | 2315 | 2394 | 2452 |

## Администрация
| Период | Период | Фамилия       | Партия | Профессия |
| ------ | ------ | ------------- | ------ | --------- |
| 1963   | 1989   | Ноэль Пасса   |        |           |
| 1989   | 1997   | Жан Понтье    |        |           |
| 1997   | 2008   | Морис Плантье |        |           |
| 2008   | 2011   | Ги Мартинес   |        |           |
| 2011   |        | Андре Арзалье |        |           |

## Экономика
В 2007 году среди 1565 человек в трудоспособном возрасте (15—64 лет) 1095 были экономически активными, 470 — неактивными (показатель активности — 70,0 %, в 1999 году было 69,0 %). Из 1095 активных работали 1018 человек (555 мужчин и 463 женщины), безработных было 77 (33 мужчины и 44 женщины). Среди 470 неактивных 153 человека были учениками или студентами, 187 — пенсионерами, 130 были неактивными по другим причинам.

## Достопримечательности
- Алтарь II века. Исторический памятник с 1943 года.[3]
- Мост Ле-Ду (XV—XVI века), другое название — Большой мост. Исторический памятник с 1954 года.[4]
- Церковь XIX века в романо-классическом стиле и баптистерий.
- Церковь I века. Исторический памятник с 1952 года.[5]

## Фотогалерея

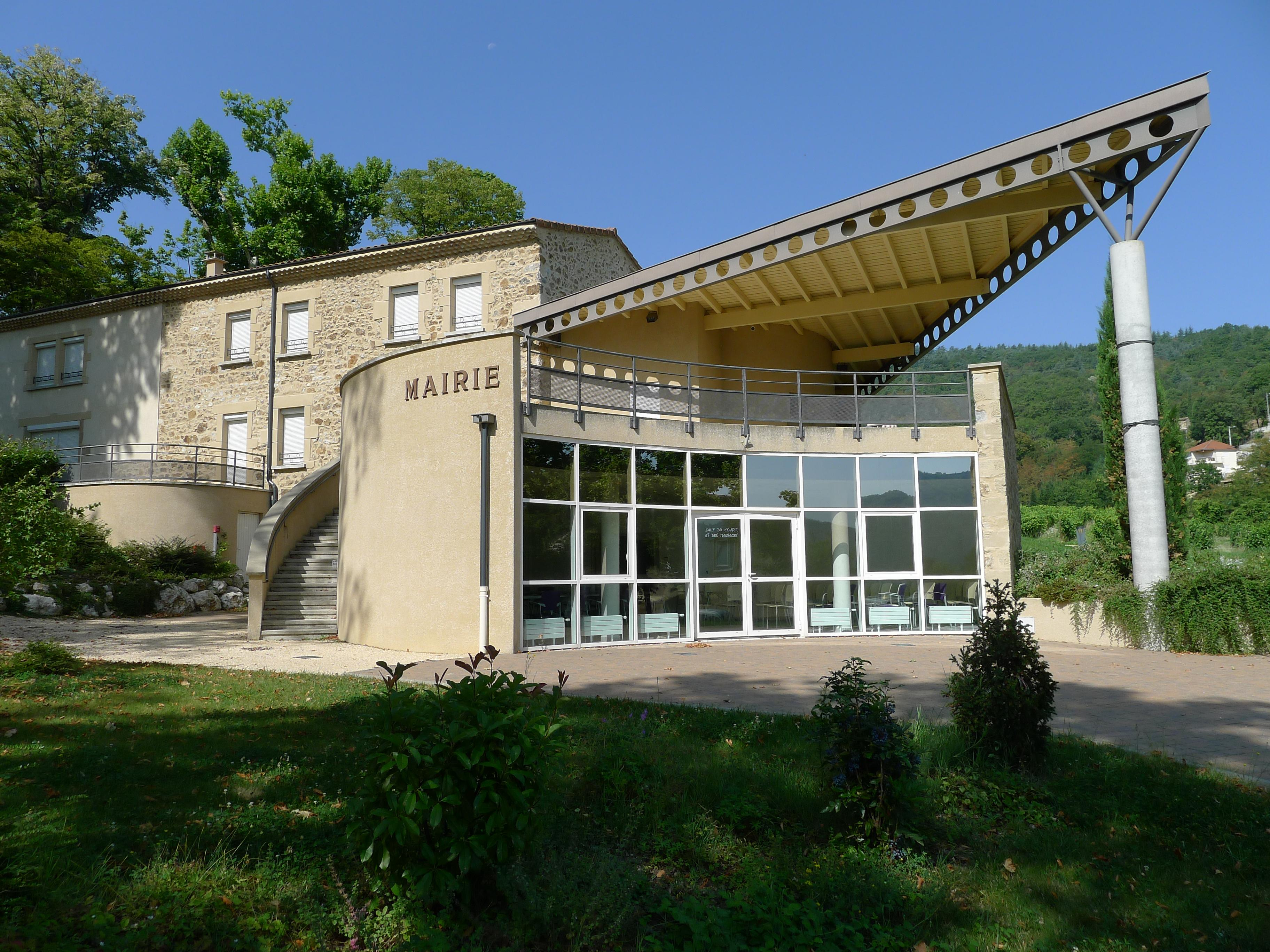
Мэрия
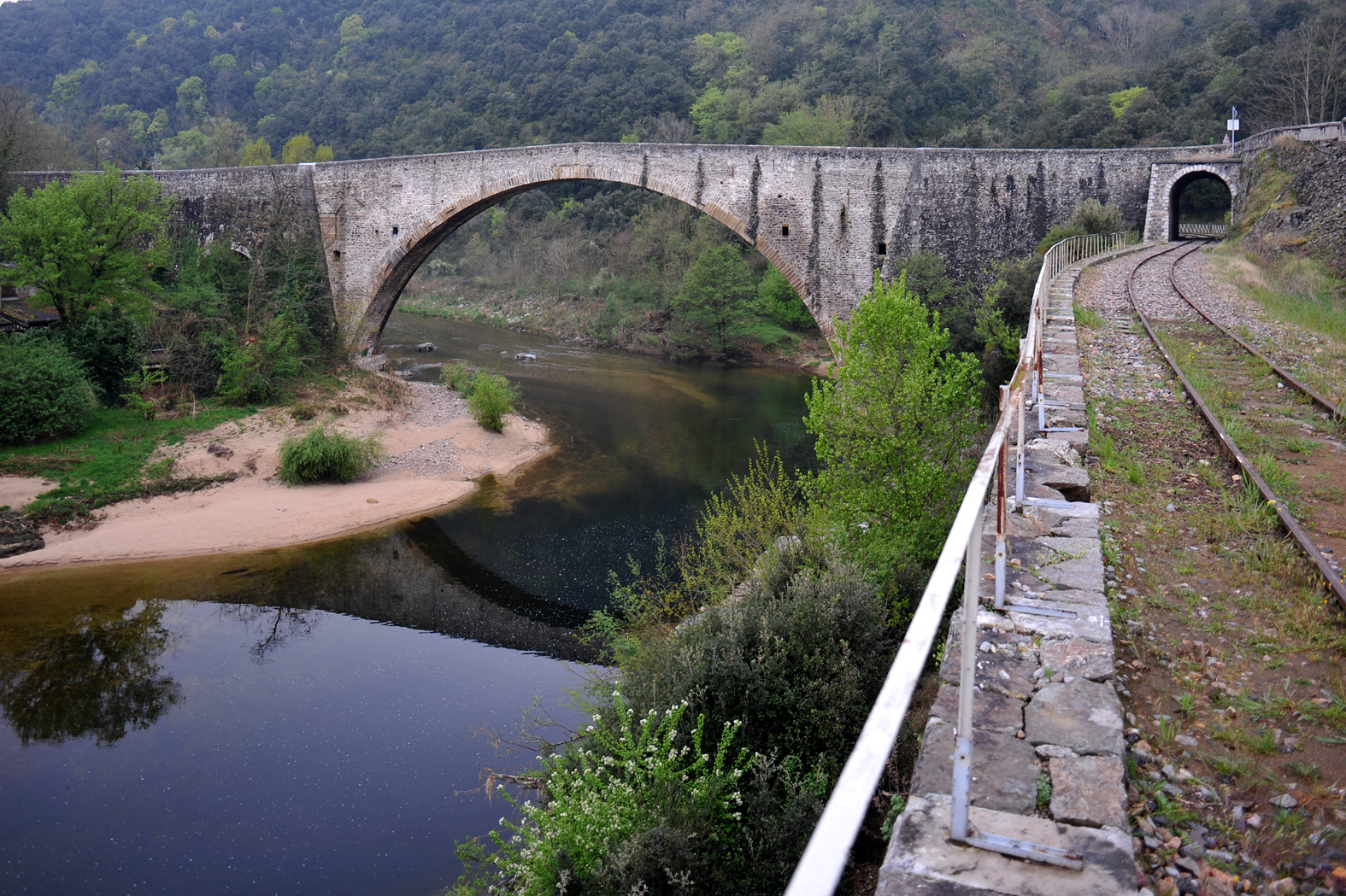
Большой мост
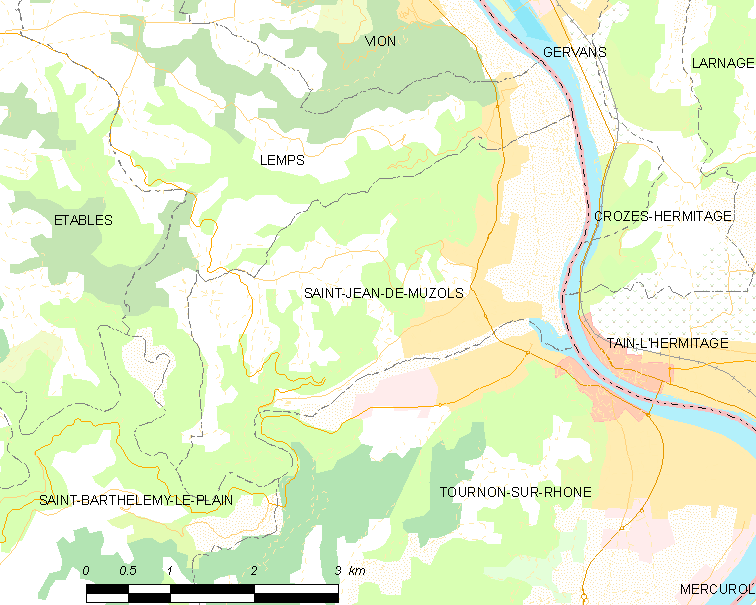
Карта коммуны